# Maglizh (huyện)
Maglizh là một huyện thuộc tỉnh Stara Zagora, Bungaria. Dân số thời điểm năm 2001 là 12973 người.